# Troppo cattivi (serie)
Troppo cattivi è una serie di graphic novel per bambini, opera dello scrittore australiano Aaron Blabey. La serie si concentra su di una banda di animali antropomorfi che si fa chiamare i Troppo Cattivi (in originale the Bad Guys, "i Cattivi"), che cercano di fare buone azioni per far sì che la società smetta di vederli come criminali, nonostante i loro sforzi vadano molto spesso in fumo. 
La compagnia d'animazione DreamWorks Animation ha poi acquisito i diritti della serie per crearne un lungometraggio animato distribuito il 31 marzo del 2022 in Italia e il 22 aprile dello stesso anno negli Stati Uniti.
La Dreamworks decise poi di adattare anche gli altri libri per espandere un franchise: attualmente sono stati creati due cortometraggi e un omonimo sequel in uscita nel 2025.

## Personaggi

### Protagonisti
- Mr. Wolf - il capo della gang, un lupo grigio antropomorfo di nome Moe. Stanco di essere considerato solo un cattivo e un criminale che "di tanto in tanto si traveste da vecchietta", decide di reclutare altri animali considerati malfattori come lui per ripulirsi la reputazione e diventare buoni. Malgrado le buone intenzioni, le missioni vengono spesso e volentieri compromesse a causa del suo eccesso di entusiasmo.

- Mr. Snake - un serpente bruno orientale antropomorfo di nome Cedric, amico di Moe Wolf fin dai tempi dell'infanzia, quando quest'ultimo lo aiutò a difendersi da alcuni bulletti e farsi rispettare (come si evince da alcuni flashback). Esperto di tattiche furtive, è un tipo molto egocentrico e ambiguo. Spesso si distrae dagli obbiettivi a fin di bene del Club dei Troppo Buoni facendo quel che gli pare e piace e la maggior parte delle volte non può fare a meno delle malefatte, tuttavia, riesce a essere altruista quando vuole. Nel secondo arco della serie, viene posseduto da un'entità ultraterrena e diventa un antagonista noto come "il Supremo".

- Mr. Piranha - un piranha rosso della Bolivia antropomorfo di nome Pepe. Piccolino e con un pessimo carattere, va fuori di testa quando viene scambiato per una "sardina mutante". La sua famiglia forma un'operazione in stile mafioso a capo della quale vi è suo padre. È il più giovane fra 900.543 fratelli e cugini, nonché il più piccolo di tutta la famiglia. Ha problemi di flatulenze quando è in macchina a causa del mal d'auto, elemento ripreso nel film (in cui veste il ruolo di braccio della squadra), con la differenza che gli succede quando è nervoso.

- Mr. Shark - un grande squalo bianco antropomorfo di nome Lou, sia nei libri che nel film esperto di travestimenti della squadra. Sebbene sia il più grosso e dall'aspetto più minaccioso della gang, è il membro più pacato. All'inizio non riesce ad andare d'accordo con Mr. Tarantola e trema di paura a causa della sua aracnofobia, ma in seguito riuscirà a superare la sua fobia. Nel film, diventa particolarmente aggressivo quando Mr. Snake non condivide con lui i suoi ghiaccioli preferiti.

- Mr. Tarantola - una tarantola maschile antropomorfa esperto di hacking e dalla lingua tagliente, di nome "Legs". Di solito non indossa vestiti, cosa che ha sconcertato la squadra. Nel film, è stato rappresentato come una femmina (per cui diventa Miss Tarantola) di nome "Webs".

### Antagonisti
- Dottor/Professor Rupert Marmellata IV (Doctor/Professor Rupert Marmalade IV in originale) - un porcellino d'India antropomorfo, nonché scienziato pazzo e miliardario, intenzionato a conquistare il mondo, poiché odia essere chiamato "carino e coccoloso". Nella serie di libri, i Troppo Cattivi lo trovano in una cantina (apparentemente un comune porcellino d'India, ma in seguito rivela la sua vera natura) dopo aver liberato 10.000 polli da un suo allevamento. In seguito si scopre essere un principe alieno dall'età di 1 milione di anni, di nome "Kdjfloerhgcoinwerucgleirwfheklwjfhxalhw". Nel film, è stato invece reso come un ricco filantropo che si dice abbia "fermato guerre, aiutato i bisognosi e salvato innumerevoli panda". Avrebbe dovuto riformare i Troppo Cattivi e renderli buoni, ma in segreto li usa come copertura per il suo grande piano criminale, rivelandosi un roditore crudele, avido, calcolatore e privo di scrupoli. Proprio per questo egli è infatti l'antagonista principale del film, dato che vuole usare il controllo mentale su altre cavie comuni per derubare i suoi stessi enti di beneficenza. Il piano viene mandato a rotoli grazie a Mr. Snake che finge di allearsi con lui dopo aver litigato con Mr. Wolf e il resto della squadra per riuscire a distruggere un meteorite a forma di cuore che il porcellino d'India usava come fonte di alimentazione della sua macchina, e riuscendo a incastrarlo come il misterioso criminale Zampa Cremisi, portando al suo arresto.

- Orribile Lord Splaarghon (Dread Overlord Splaarghön in originale) - antagonista principale degli ultimi libri. Un diabolico demone dall'aspetto di una scolopendra che intende conquistare il multiverso. Per farlo egli concede poteri oscuri a individui malvagi che diventano così dei suoi "vassalli" che eseguono i suoi ordini. È così che convince Mr. Snake a diventare un suo scagnozzo e a schierarsi contro i suoi amici. Ogni volta che si pronuncia il suo nome si sente il suono di una chitarra elettrica in stile metal.

- Lord Shaård - uno dei tirapiedi di Splaarghon, signore di un universo pieno di lame affilate e vetri rotti, con motoseghe al posto delle mani.

- Lady Onsàáy - altra "vassalla" di Splaarghon, un'ape regina antropomorfa signora di un universo che pare un enorme alveare popolato da api grandi come persone.

### Personaggi secondari
- Agente Fox/Diane Foxington - una volpe rossa antropomorfa dai lunghi capelli biondi (tenuti in una coda di cavallo) di nome Ellen facente parte di un'organizzazione internazionale di eroi insieme ad altre ragazze, che dapprima aiuta il Club dei Troppo Buoni a sconfiggere il dottor Marmellata IV/Kdjfloerhgcoinwerucgleirwfheklwjfhxalhw e poi si rivela essere un'importante figura per affrontare l'Orribile Lord Splaarghon, la Prescelta, non a caso riesce a contrastare i poteri oscuri di Mr. Snake. Nel film, è stata rinominata Diane Foxington ed è senza capelli e inizialmente una dei più abili ladri del mondo, Zampa Cremisi (Crimson Paw), che scelse di rinunciare al crimine durante il furto del Delfino d'Oro guardandosi nel riflesso di un vetro e rendendosi conto che il mondo vedeva solo un'astuta volpe che compiva malefatte, si ravvede e diventa la governatrice della città. Sfrutta le sue vecchie abilità per aiutare i Troppo Cattivi a ripulirsi la reputazione e a fermare il professor Marmellata.

- Tiffany Fuffy - (Tiffany Fluffit in originale) una gatta antropomorfa, è una giornalista che compare molto spesso nella serie per commentare le vicende relative ai Troppo Cattivi e nel secondo arco della saga si unisce alla seconda squadra che deve depistare i tirapiedi di Lord Splaarghon. Nel film, è rappresentata come un'umana.

- Agente Kitty Kat - una pantera nera afroamericana antropomorfa di nome Pam con capigliatura afro ed un paio di orecchini d'oro ad anello alle orecchie (sulla falsariga di Pam Grier e lo stile di altre eroine della blaxploitation) abile nell'uso delle spade e buona amica e compagna di squadra dell'Agente Fox.

- Agente Hogwild - una scrofa antropomorfa di nome Emmylou, facente parte della squadra dell'Agente Fox.

- Agente Doom - un corvo femminile antropomorfo di nome Joy con un ciuffo emo e una personalità sarcastica e tagliente.

- Agente Shortfuse - un esplosivo cane femminile antropomorfo di nome Rhonda, particolarmente battagliera.

- Milton - un velociraptor reso intelligente e in grado di parlare attraverso un portale dimensionale che ha fornito temporaneamente superpoteri ai membri della gang dei Troppo Cattivi.

- Misty Luggins - capo della polizia della città. Poliziotta umana decisa ad arrestare i Troppo Cattivi, in particolare Mr. Wolf. Personaggio non presente nella serie di libri, ma solo nel film.

- Coccolo - (Cuddles in originale) scagnozzo umano del professor Marmellata. Personaggio non presente nella serie di libri, ma solo nel film.

## Libri
1. Troppo Cattivi vol. 1: Operazione Cane Pazzo
2. Troppo Cattivi vol. 2: Mission Impollibol (titolo originale: Mission Unpluckable)
3. Troppo Cattivi vol. 3: La vendetta della Palla di Pelo (titolo originale: The Furball Strikes Back)
4. Troppo Cattivi vol. 4: La notte dei gatti viventi (titolo originale: Attack of the Zittens)
5. The Bad Guys: Episode 5: Intergalactic Gas
6. The Bad Guys: Episode 6: Alien vs. Bad Guys
7. The Bad Guys: Episode 7: Do-You-Think-He-Sarus?
8. The Bad Guys: Episode 8: Superbad
9. The Bad Guys: Episode 9: The Big Bad Wolf
10. The Bad Guys: Episode 10: The Baddest Day Ever
11. The Bad Guys: Episode 11: Dawn of the Underlord
12. The Bad Guys: Episode 12: The One?!
13. The Bad Guys: Episode 13: Cut to the Chase
14. The Bad Guys: Episode 14: They're Bee-Hind You!
15. The Bad Guys: Episode 15: Open Wide and Say Arrrgh!
16. The Bad Guys: Episode 16: The Others?!

Nell'edizione italiana solo i primi quattro volumi sono stati tradotti e pubblicati dalla casa editrice Fabbri Editore, il resto è rimasto tuttora inedito.

## Adattamenti cinematografici
Nel marzo del 2018, la DreamWorks Animation acquisì i diritti dell'opera e iniziò a lavorare al film d'animazione. Il lavoro venne continuato anche a distanza durante il periodo della pandemia globale di COVID-19. Nel 2021, un primo trailer venne rilasciato su diversi media, tra i quali YouTube e Facebook, con l'uscita del film posticipata all'anno successivo.
Nel 2023, viene pubblicato un cortometraggio basato sul film: Troppo cattivi: Un Natale troppo cattivo e poi nel 2024, uno speciale di Halloween: Troppo cattivi: Un Halloween troppo cattivo, entrambi distribuiti su Netflix e che fungono da prequel.
Nel 2024, viene annunciato un nuovo film basato sulla serie di libri: Troppo cattivi 2, sequel del primo film, in uscita il 1º agosto 2025, nel novembre 2024 viene pubblicato il primo teaser.